# Combi-vliegtuig
Een combi-vliegtuig is een vliegtuig dat erop is gericht zowel passagiers als vracht te vervoeren. Een combi-vliegtuig is net als passagiersvliegtuigen en vrachtvliegtuigen een verkeersvliegtuig. 
Hoewel passagiersvliegtuigen ook vracht vervoeren verschillen ze van combi's omdat een combi naast vracht op het benedendek ook een gedeelte van het main-deck heeft ingericht voor het vervoer van vracht.
Tussen het vracht- en het passagiersgedeelte van een combi bevindt zich altijd een scheidingswand. Meestal is er een deur in, zodat het vrachtgedeelte tijdens de vlucht toch toegankelijk is. Het vrachtgedeelte van een combi heeft een eigen rookmeldingsinstallatie en brandblussysteem.
Een grote bekende gebruiker van combi-vliegtuigen was KLM. De maatschappij vloog in het tijdperk van de Boeing 747-200 met 13 van de 20 Boeing 747's in de combi-uitvoering  en in dat van de Boeing 747-400 met 16 van de 26. Dit maakte de maatschappij bij uitstek geschikt voor het vervoeren van dieren zoals paarden aangezien de eigenaar tijdens de vlucht zijn dieren kon bezoeken.
Een fatale brand in het vrachtruim van een 747-200 Combi van South African Airways waardoor het toestel neerstortte en alle 159 inzittenden om het leven kwamen, was er de oorzaak van dat de regelgeving werd aangescherpt. Er kwamen aanvullende eisen om de brandveiligheid te waarborgen, waardoor er uiteindelijk ook geen Combi-variant van de Boeing 747-8 meer op de markt kwam.